# Squadron de Birmingham
Le Squadron de Birmingham (Birmingham Squadron en anglais), est une équipe franchisée de la NBA Gatorade League, ligue américaine mineure de basket-ball créée et dirigée par la NBA. L'équipe est domiciliée à Birmingham en Alabama. L'équipe est associée aux Pelicans de La Nouvelle-Orléans.

## Historique
Le 30 mars 2017, les Pelicans de La Nouvelle-Orléans ont annoncé leur intention de constituer une équipe de développement détenue et exploitée d'ici la saison 2018-19 située dans la région de la Côte du Golfe.
L'organisation a ensuite annoncé qu'elle envisageait 11 sites différents :
- En Alabama : Mobile
- En Louisiane : Alexandrie, Baton Rouge, Lafayette, Lake Charles, Monroe, Shreveport, paroisse de Saint-Tammany
- Au Mississippi : Gulfport-Biloxi, Jackson
- En Floride : Pensacola.

Le 24 octobre 2018, les Pelicans ont annoncé leur intention d'installer leur équipe de la G League à Birmingham, en Alabama, d'ici 2022. L'équipe jouera au Legacy Arena situé dans le Birmingham-Jefferson Convention Complex. Comme l'aréna doit être rénové, la filiale des Pelicans commencera à jouer pendant la saison 2019-2020 en tant que BayHawks d'Érié après que la filiale des Hawks d'Atlanta, jouant également sous le nom des BayHawks, déménage à College Park.
Le 8 avril 2021, « Erie Basketball Management », LLC, qui est la société de gestion locale qui a exploité les trois franchises des BayHawks d'Érié, annonce que l'organisation n'est pas en mesure de trouver une autre équipe partenaire de la NBA pour la saison 2021-2022 et a cessé ses activités. Le 26 juillet 2021, le nom, le logo et les couleurs du Squadron de Birmingham sont révélés. Le nom de « Squadron » étant choisi à la fois comme référence au nom collectif utilisé pour un groupe de pélicans et à l'histoire de l'Alabama dans l'aviation militaire comme les Tuskegee Airmen du 99e escadron de poursuite. 

### Logos

Logo des BayHawks d'Érié (2019-2021)
Logo du Squadron de Birmingham (depuis 2021)